# Grabenalm
Die Grabenalm ist eine Alm in den Bayerischen Voralpen. Sie liegt im Gemeindegebiet von Jachenau im oberbayerischen Landkreis Bad Tölz-Wolfratshausen.
Das Almgebiet befindet sich am Südhang der Jachenauer Rotwand in einer Almmulde oberhalb des Rotwandgrabens.
Die Alm ist aus der Jachenau über einen Fahrweg von Höfen aus erreichbar.